# Martin Gerson
Martin Gerson (geboren am 15. März 1902 in Czarnikau; gestorben im Oktober 1944 in Auschwitz) war ein deutscher Vorkämpfer für die Hachschara, das heißt vor allem die landwirtschaftliche Schulung junger Jüdinnen und Juden für die Auswanderung nach Palästina in den Jahren nach 1933. Zeitweilig koordinierte und beriet Martin Gerson die Zentren für die jüdische Berufsumschichtung in ganz Deutschland. Er und seine Familie fielen dem Holocaust zum Opfer.

## Leben und Werk
Martin Max Gerson wuchs als drittes Kind des Lehrers Adolf (Aharon) Gerson und seiner Frau Emmy, geborene Meyer, in der (damals deutschen) Provinz Posen mit drei Schwestern und zwei Brüdern auf. Nach Schulbesuch in Filehne machte Martin 1917–20 eine Lehre an der Israelitischen Gartenbauschule in Ahlem bei Hannover. In der Folgezeit arbeitete er bei Salomon Dyk auf dem von diesem gegründeten landwirtschaftlichen Gut der Hirsch-Kupfer- und Messingwerke in Finow bei Eberswalde, ab 1924 war er Inspektor auf der von Franz Oppenheimer als Siedlungsgenossenschaft konzipierten Staatlichen Domäne Bärenklau bei Oranienburg. Danach wurde er an der Lehr- und Forschungsanstalt (LuFA) in Berlin-Dahlem und der Landwirtschaftlichen Hochschule Berlin zum Diplom-Landwirt ausgebildet. 1927–28 war er selbst Fachlehrer in Ahlem, wo er auch seine spätere Ehefrau, die (ebenfalls in Ahlem ausgebildete) Diplom-Gartenarchitektin Bertel Beila Helmenreich (* 4. März 1902 in Krukienice) kennenlernte. Ende der 1920er Jahre leitete er die Hauber-Baumschulen in Dresden-Tolkewitz; Bertel Helmenreich gestaltete in den Jahren zwischen 1926 und 1929 im sächsischen Elbsandsteingebirge bei Rathen ein Alpinum mit seltenen Alpenpflanzen, den heutigen Rhododendronpark Kleine Bastei.
Um 1930 heirateten Bertel Helmenreich und Martin Gerson; zwei Kinder gingen aus der Ehe hervor: Ruth Emmy (* 1932) und Mirjam Johanna (* 1934). Die Kinder wurden von Bertel Gersons Pflegemutter Clara Grunwald (1877–1943), einer Montessori-Pädagogin, zusammen mit anderen Kinder im Sinne eines Kinderhauses betreut, da die Mutter der Kinder gleichberechtigt mitarbeitete und unterrichtete.
1930 gründete Martin Gerson mit Unterstützung des Reichsbundes jüdischer Frontsoldaten die Jüdische Landarbeit GmbH mit, die ein 820 Morgen Land umfassendes Siedlungsprojekt in Groß Gaglow bei Cottbus betrieb. Auf dieser Lehrfarm waren beide als Ausbildende tätig. Am 21. Juni 1931 fand die Grundsteinlegung für das erste Siedlungshaus in Groß Gaglow statt. Festredner waren unter anderem Leo Löwenstein vom Reichsbund jüdischer Frontsoldaten und Leo Baeck. Das Konzept sah vor, dass zu den Siedlungshäusern Parzellen für die gärtnerisch-landwirtschaftliche Nutzung gehören sollten, die im Laufe der Zeit von den Siedlern als Eigentum erworben werden konnten. Dazu kam es jedoch nicht mehr: Am 29. September 1933 wurde das Reichserbhofgesetz verabschiedet, das mit sofortiger Wirkung jüdischen Landbesitz verbot. Das führte im selben Jahr noch zur Enteignung des Lehrgutes. Im April 1935 verließen die letzten jüdischen Siedler Groß Gaglow.
Das Ehepaar Gerson übernahm die Leitung des Hachschara-Betriebs Gut Winkel bei Spreenhagen, zeitweilig auch unterstützt von Martin Gersons Bruder Manfred, der in der Landwirtschaft Kaliforniens Erfahrungen gesammelt hatte. Bis zu etwa 100 Jugendliche gleichzeitig erhielten auf Gut Winkel eine gärtnerische und landwirtschaftliche Ausbildung. Bald darauf wurde Martin Gerson von der Reichsvertretung der deutschen Juden (Abteilung Berufsausbildung und Berufsumschichtung) die Aufsicht über alle Hachschara-Zentren übertragen, die er fachlich beriet und gegenüber den Behörden vertrat. So gelang es ihm, Jugendliche von dem Gut Groß Breesen, die nach dem KZ Buchenwald verschleppt worden waren, wieder frei zu bekommen. Nachdem die „Berufsumschichtung“ für die jüdischen Jugendlichen anfänglich durchaus noch auf eine Zukunft in Deutschland hin konzipiert war, wurde Martin Gerson nunmehr überzeugter Zionist, und Gut Winkel nahm vermehrt Mitglieder der Habonim auf. 1935 besuchte er einen Monat lang Palästina, auf der Suche nach einer Ansiedlungsmöglichkeit für seine Kollegen aus Groß-Gaglow. Vermutlich aus finanziellen Gründen scheiterten aber seine Bemühungen.
Einer seiner Freunde war der Berliner Rechtsanwalt und Soziologe Georg Lubinski (Giora Lotan), der 1938 Alija machte und später das staatliche Versicherungssystem Israels mit aufbaute.
Nach der von den Nazibehörden erzwungenen Aufgabe von Gut Winkel am 19. Juni 1941 zog Familie Gerson in das Landwerk Neuendorf in Neuendorf im Sande bei Fürstenwalde/Spree um, wo sie die Jugendkurse für die Alija fortführen konnten. Als 1942 zwei jüdische Frauen aus dem Umkreis der Familie Gerson im Austausch für Templer nach Palästina gelangten, brachten sie seiner Schwester Wally ein ihr gewidmetes Foto mit Martins Porträt mit. Am 6. Juni 1943 schrieb er seiner Schwester die letzten Zeilen mit der Mitteilung, dass ihr Bruder Alfons noch am Leben war. Kurz darauf ließ die Gestapo das Landwerk räumen.
Martin, Bertel, Ruth und Mirjam Gerson wurden nach Berlin in das Sammellager Große Hamburger Straße gebracht, von wo aus Martin noch einmal kurz nach Neuendorf zurückkehren konnte; am 15. schrieb er von dort zum Abschied u. a. an Salman Schocken. Am 17. Juni wurde Familie Gerson mit Transport I/96 nach dem Ghetto Theresienstadt (Terezín) deportiert. Martin Gerson war dort für die Pflege der Grünanlagen und Gärten zuständig, deren Erträge sich hauptsächlich die deutschen Lagerbehörden aneigneten. Als er den Befehl bekam, aus seiner Brigade Personen für einen „Arbeitseinsatz“, also die Deportation auszuwählen, weigerte er sich. Als im Herbst 1944 einige seiner ehemaligen Schüler/-innen dieses Schicksal traf, schloss sich Martin Gerson aus Verbundenheit mit den ihm anvertrauten Menschen freiwillig an, wie aus seinem letzten Brief an den damaligen Theresienstädter Ältesten des Judenrats, Paul Eppstein hervorgeht. Getrennt von seiner Familie kam Martin Gerson „auf Transport“ nach Auschwitz-Birkenau und wurde sofort nach der Ankunft ermordet. Auch zwei seiner Schwestern, Margarete und Renata, kamen dort um.
Bertel Gerson und die beiden Töchter wurden – am 23. Oktober 1944 – ebenfalls dorthin deportiert und umgebracht.
Über 50 ehemalige Schüler/-innen aus Gut Winkel gelangten nach Palästina – einige von ihnen in den Kibbuz Hasorea – und wirkten am Aufbau des Staates Israel mit. Ohne die von Martin Gerson organisierte gärtnerische, wirtschaftliche, sprachliche und ideelle Vorbereitung dieser Chaluzim wäre das kaum denkbar gewesen.
In der Mahn- und Gedenkstätte Ahlem auf dem Gelände der ehemaligen Israelitischen Gartenbauschule Ahlem ist ein Raum nach Martin Gerson benannt.

## Kritik
Im Rahmen des Oral-History-Projekts des USHMM gibt es ein Interview mit Artur Posanski (* 30. Juli 1912 in Berlin). Der hatte schon an Hilfsaktionen mitgewirkt, in deren Rahmen jüdische Kinder nach Dänemark und nach Schweden gebracht werden konnten, bevor er vom Februar 1939 an für einige Zeit in der sachsen-anhaltischen Hachschara-Stätte Havelberg tätig war. Nach deren Auflösung durch die Nazis übersiedelte er 1941 mit einer Gruppe Jugendlicher ins Landwerk Neuendorf und traf dort auf Martin Gerson. Im ersten Teil des sehr ausführlichen Interviews (in deutscher Sprache, obwohl es als in hebräischer Sprache angekündigt wird) erzählt Posnanski auch von seiner Zeit in Havelberg und im Landwerk Neuendorf, wo er mit Martin Gerson zusammenarbeitete. Posnanski schilderte Gerson als einen Menschen, der die Auflagen der Nazis übererfüllt habe, nichts riskierte und sich weigerte, Freiräume für die Jugendlichen zu öffnen. Ähnlich habe er sich auch in Theresienstadt verhalten, wo er es nicht geduldet habe, dass sich die Jugendlichen heimlich Feldfrüchte bei ihrer Arbeit angeeignet und ins Lager gebracht hätten.